# ☆LUNA☆
☆LUNA☆（るな、1989年7月7日-)は、日本の元AV女優、元ストリッパー。

## 人物
- 出身：京都府
- 身長:158cm。
- スリーサイズ:B83(D-65)・W57・H82。
- タレントのソニンに似ているといわれる事がある。
- 趣味:ドライブ
- 特技:スノーボード

## 略歴
- 2009年7月に『FIRST IMPRESSION 43』でAVデビュー。
- 2010年2月1日　新宿TS劇場にてストリップデビュー。
- すごいなと思う人は（尊敬とは違う）飯島愛とブログで明かしている。
- 2010年5月、AV女優を引退した事を公表した。
- 実の妹が☆NANA☆[1]として2010年6月1日にシアター上野でストリップ、デビューした。
- ストリッパーを引退した事を2010年10月7日のブログで公表した[2]。
- 2010年11月に六本木・鹿鳴館の社長に就任した[3]。
- 2010年12月12日のブログで☆LUNA☆としてのメディア向けの公式活動を終了する事を公表した。

## 出演作品

### アダルトビデオ
2009年
- FIRST IMPRESSION 43（7月1日、アイデアポケット）
- 美しいお姉さんの濃厚な接吻とSEX（8月1日[DVD]/2009年9月1日[Blu-ray]、アイデアポケット）
- DIGITAL CHANNEL DC62（9月1日、アイデアポケット）
- ごっくんカリスマ女子高生（10月1日、アイデアポケット）
- スレンダー 08（11月12日、プレステージ）
- M男狩り ☆LUNA☆（12月18日、グレイズ）

2010年
- DOUBLE GROOVE #01（1月15日、グレイズ）
- WATER POLE 86（2月10日、プレステージ）
- ショップ店員ハンター 01（2月10日、プレステージ）
- 目指せ!川崎! 素人千人斬り! ～残り954人 /1000人～（3月3日、グレイズ）
- 試着室でズボンの上からでも分かる!!（3月4日、GARCON）
- ギャル女子校生 中出し20連発 ☆LUNA☆ 212（3月4日、アイエナジー）
- ザ・ギャルナン31（3月18日、グローリークエスト）
- 放課後わりきりバイト22（3月19日、S級素人）
- 大人のエロス 6（3月19日、エロジナスゾーン）
- 「旅に出ないか…」 るな（4月7日、桃太郎映像出版）
- 私の妻がドSな痴女で困っています（4月15日、デンジャラスリレーション）
- 家出女子校生 3（4月25日、ビッグモーカル）